# Abens Plejesøn
Abens Plejesøn (originaltitel: The Romance of Tarzan) er en amerikansk stumfilm fra 1918 instrueret af Wilfred Lucas.
Filmen er et actiondrama baseret på Edgar Rice Burroughs' roman fra 1912 Tarzan, Abernes konge og er den anden Tarzan-film. Filmen omhandler alene romanens anden del; romanens første del er filmatiseret i Tarzan of the Apes (1918). Filmen anses som tabt.
Filmen havde dansk biografpremiere den 29. september 1919 i Metropolteatret.

## Medvirkende
- Elmo Lincoln - Tarzan
- Enid Markey - Jane
- Thomas Jefferson - Porter
- Cleo Madison
- Clyde Benson